# 锡诺普 (马托格罗索州)
锡诺普（葡萄牙語：Sinop）是巴西马托格罗索州的一个市镇。总面积3194.339平方公里，总人口113082人，人口密度35.4人/平方公里。